# Gintama
Gintama (銀魂 (Ngân Hồn) "Linh Hồn Bạc"), là một bộ manga do Sorachi Hideaki sáng tác và minh họa. Từ ngày 8 tháng 12 năm 2003, loạt truyện được đăng dài kỳ trên tạp chí Weekly Shōnen Jump của nhà xuất bản Shueisha. Bối cảnh của Gintama là phiên bản hư cấu của kinh thành Edo thế kỷ 19, khi Trái Đất bị các giống người ngoài hành tinh gọi chung là Amanto xâm lược. Câu chuyện xoay quanh cuộc sống thường ngày của samurai hành nghề tự do Sakata Gintoki cùng hai đàn em Shimura Shinpachi và Kagura. Ý tưởng đưa các yếu tố khoa học viễn tưởng vào manga được tác giả Sorachi nghĩ ra sau khi biên tập viên tạp chí gợi ý ông vẽ một bộ manga lịch sử.
Bộ manga đã được Sunrise chuyển thể thành video hoạt hình gốc (OVA) và được giới thiệu tại Jump Festa 2006 Anime Tour vào năm 2005. Tiếp theo là loạt phim truyền hình anime dài 367 tập, ra mắt vào tháng 4 năm 2006 trên TV Tokyo, và hoàn thành vào tháng 10 năm 2018. Ba bộ anime điện ảnh đã được sản xuất. Bộ điện ảnh đầu tiên được công chiếu vào tháng 4 năm 2010. Bộ phim thứ hai được công chiếu vào tháng 7 năm 2013. Bộ phim thứ ba và cũng là phần cuối cùng được công chiếu vào tháng 1 năm 2021. Bên cạnh anime, còn có nhiều light novel và trò chơi điện tử dựa trên Gintama. Một bộ live-action chuyển thể cùng tên đã được chiếu vào tháng 7 năm 2017 tại Nhật Bản bởi Warner Bros. Pictures.
Tại Nhật Bản, manga Gintama đã rất nổi tiếng, với hơn 58 triệu bản được phát hành tính đến tháng 12 năm 2023, khiến nó trở thành một trong những bộ manga bán chạy nhất. Anime và DVD của nó đã được giới thiệu vào nhiều thời điểm trong bảng xếp hạng Top Ten của các phương tiện truyền thông tương ứng, trong khi TV Tokyo đã thông báo rằng anime Gintama đầu tiên mang lại doanh thu cao ở nước ngoài cùng với anime chuyển thể từ Naruto. Các ấn phẩm manga, anime và những ấn phẩm khác đã bình luận về manga Gintama. Những phản hồi tích cực đã tập trung vào sê-ri hài và các nhân vật trong bộ truyện, cũng như cốt truyện tổng thể và hành động.

## Cốt truyện
Gintama là câu chuyện diễn ra ở Edo (được đổi tên thành Tokyo từ năm 1868), Nhật Bản, vào cuối thời Edo khi nơi này đang bị xâm lược bởi bọn người ngoài hành tinh được gọi chung là Amanto (天人 (Thiên Nhân)). Các samurai Nhật Bản đã chiến đấu chống lại Amanto nhưng thất bại, và Amanto ra lệnh cấm mang kiếm ở nơi công cộng. Cốt truyện tập trung vào một samurai lập dị tên là Sakata Gintoki, người đã giúp chàng trai trẻ Shimura Shinpachi cứu chị gái cậu ta từ một nhóm người ngoài hành tinh muốn đưa cô vào kỹ viện. Bị ấn tượng bởi Gintoki, Shinpachi đã quyết định đi theo Gintoki để "học cách trở thành một samurai" và làm các công việc tự do cùng với anh ta để có thể trả tiền thuê nhà hàng tháng. Hai người bọn họ đã cứu một cô bé người ngoài hành tinh Yato tên là Kagura khỏi một nhóm Yakuza, những kẻ muốn lợi dụng sức mạnh siêu phàm của cô bé để giết người. Kagura đã nhập nhóm cùng Shinpachi và Gintoki, lập nên Vạn Sự Ốc Gin-chan. Trong khi thực hiện những công việc được thuê, họ đã đụng độ lực lượng cảnh sát Shinsengumi vài lần. Shinsengumi và họ đôi khi liên kết với nhau khi phải chống lại những tên tội phạm đặc biệt nguy hiểm. Họ cũng đã gặp gỡ những đồng bọn cũ của Gintoki trong cuộc chiến chống lại Amanto trước đây, bao gồm chuyên gia khủng bố Katsura Kotarō – người vẫn giữ mối quan hệ bạn bè với họ cho dù tham vọng của anh ta là lật đổ chế độ Mạc Phủ, hay Takasugi Shinsuke – người đóng vai trò đối kháng trong suốt câu chuyện, muốn lật đổ Mạc Phủ bằng những cách thức tàn ác hơn so với Katsura.
Mặc dù Gintama là một tập hợp những mẩu chuyện ngắn, nhưng vẫn có một vài câu chuyện được phát triển dần dần qua nhiều chương tiếp nối nhau.

## Nhân vật

### Vạn Sự Ốc Gin-chan
Sakata Gintoki (坂田 銀時)
Lồng tiếng bởi: Sugita Tomokazu
Nhân vật chính của bộ truyện và là một samurai sống trong thời đại mà samurai không còn cần thiết nữa. Anh được nhận biết bởi mái tóc gợn sóng tự nhiên và ánh mắt bất cần đời hay được gọi là "mắt cá chết". Anh thường đổ lỗi cho mái tóc "uốn" của mình là nguyên nhân dẫn đến sự bất hạnh của anh. Gintoki sống cùng Kagura và Shinpachi, lập nên Vạn Sự Ốc Gin-chan (万事屋銀ちゃん Yorozuya Gin-chan), nhận làm mọi công việc lặt vặt để biến thế giới trở nên tốt đẹp hơn (và phải trả tiền thuê nhà cho Otose nữa). Trong chiến tranh Joi - Nhương Di, anh được biết đến với biệt danh "Bạch Dạ Xoa" (白夜叉, Shiroyasha) do mái tóc bạch kim và chiếc áo khoác trắng mà anh đã mặc trong trận chiến, kết hợp với khả năng kiếm sĩ ấn tượng của mình, đã khiến anh trở nên nổi tiếng trong số các đồng đội và khiến Amanto sợ hãi.
Shimura Shinpachi (志村 新八)
Lồng tiếng bởi: Sakaguchi Daisuke
Một thiếu niên tham gia công việc kinh doanh tự do của Gintoki để học cách làm samurai. Anh ở tại võ đường của gia đình mình cùng với chị gái Shimura Tae. Cả hai đều từng sống ở đó với người cha đã mất khi họ còn là những đứa trẻ. Để kiếm sống, Shinpachi bắt đầu làm việc trong một nhà hàng, nơi anh gặp Gintoki khi người trước đó đang bị các quan chức Amanto quấy rối. Mặc dù anh hay thường chỉ trích hành vi lười biếng của Gintoki, Shinpachi vẫn coi anh như một người rất quan trọng đối với anh giống như Kagura. Theo quan điểm của độc giả, Sorachi lưu ý rằng mặc dù anh có thể yếu, nhưng anh sẽ hành động khi cần thiết dẫn đến sự phát triển của mình trong suốt bộ truyện. Anh luôn bị các nhân vật khác nhận dạng bằng mắt kính anh hay đeo và anh rất hâm mộ idol tên Otsu, anh cũng kiêm làm đội trưởng câu lạc bộ hâm mộ Otsu.
Kagura (神楽)
Lồng tiếng bởi: Kugimiya Rie
Một cô gái trẻ Amanto thuộc tộc Yato (Dạ Thố), một trong những gia tộc mạnh nhất và khát máu nhất, mặc dù Kagura từ chối phần đó của mình. Cô đến Trái đất để kiếm tiền cho gia đình và thoát khỏi di sản Yato bạo lực. Cô tìm thấy công việc để chiến đấu cho một băng nhóm lưu manh, nhưng khi họ ra lệnh cho cô giết mục tiêu, cô đã bỏ chạy. Không lâu sau, cô gặp Gintoki và Shinpachi, khi họ vô tình chạy qua cô bằng chiếc xe tay ga của Gintoki. Sau khi họ giúp cô thoát khỏi băng đảng, cô đã đe dọa Gintoki thuê cô. Kagura và Gintoki có một mối quan hệ kỳ quặc như anh - chị em hoặc cha - con gái và cô thường bắt chước những thói quen xấu của anh. Người Yato có làn da "trong suốt" rất nhạy cảm với ánh nắng, vì vậy Kagura luôn mang theo một chiếc ô. Chiếc dù che nắng cũng là vũ khí của tộc Yato; Chiếc dù của Kagura có khả năng chống đạn và bắn đạn từ đầu kim nhọn. Do mang trong mình dòng máu Yato, cô cực kỳ mạnh mẽ và có thể ngăn chặn một tay đua mô tô tốc độ bằng một tay. Tuy nhiên, cô không thể kiểm soát sức mạnh của mình một cách hoàn hảo; hầu hết các vật nuôi của cô, ngoại trừ Sadaharu, đều đã phải đối mặt với một cái chết không đúng lúc dưới bàn tay của cô. Kagura cũng có một cảm giác thèm ăn khác thường, khiến cô có khả năng tiêu thụ một lượng lớn thức ăn trong vòng vài giây. Khi không có Gintoki và Shinpachi, người ta thường thấy cô tham gia các trò chơi với các cậu bé hàng xóm. Cô coi Okita Sougo của Shinsengumi là đối thủ và thường cạnh tranh với anh ta. Các câu nói của cô thường kết thúc bằng -aru, đặc trưng của ấn tượng của người Nhật về giọng Trung Quốc. Cô có một người anh trai tên là Kamui cùng với bố cô là Umibouzu còn mẹ cô đã mất khi còn nhỏ, dẫn đến xung đột giữa người anh và bố cô và sau cùng anh cô bỏ nhà ra đi.
Sadaharu (定春)
Lồng tiếng bởi: Takahashi Mikako
Một khuyển thần bị bỏ rơi được Kagura nhặt về làm chó nuôi. Nó được đặt tên bởi Kagura, theo tên con vật cưng đầu tiên của cô. Nó ban đầu thuộc sở hữu của một cặp chị em miko (Ane và Mone), những người đã rời bỏ nó vì vấn đề kinh tế. Sadaharu cắn bất cứ thứ gì nó muốn, chẳng hạn như đầu của Gintoki và người khác. Kagura dường như là người duy nhất có thể kiểm soát nó, vì cô đã có sẵn sức mạnh khủng bố. Mặc dù nó rất nguy hiểm khi Gintoki nuôi nó lần đầu tiên, nó trở nên khá ngoan ngoãn trong các chương sau. Nó đôi khi tuân theo Gintoki ở một số điều nhất định, và giúp đỡ các nhân vật chính trong nhiều trường hợp. Kagura và Gintoki thường được nhìn thấy đang cưỡi trên lưng nó, vì nó đủ lớn để chở hai người lớn. Tên Sadaharu thực ra thường được Kagura sử dụng cho tất cả các vật nuôi của cô, tất cả đều đã chết. Sadaharu này hiện là thú cưng thứ 27 của Kagura.

### Kabuki-chou
Kabuki-chou (歌舞伎町 Thị trấn Kabuki) là nơi mà Vạn Sự Ốc Gin-chan và Snack Otose được thành lập. Mặc dù không chính thức, nơi này đang thuộc quyền quản lý của bốn người được gọi là Tứ Thiên Vương Kabuchi-chou (かぶき町四天王). 
Otose (お登勢)
Lồng tiếng bởi: Kujira
Tên thật là Terada Ayano (寺田 綾乃), là bà chủ nhà thuê của Gintoki và cũng là chủ của Snack Otose (スナックお登勢 Sunakku Otose), một quán rượu ở tầng dưới, còn Vạn Sự Ốc Gin-chan ở tầng trên. Bất chấp những tranh cãi liên tục về việc Gintoki chả bao giờ trả tiền thuê nhà, bà vẫn tự tin vào sự bảo vệ của anh đối với mình. Cả hai gặp nhau ngay sau khi kết thúc cuộc chiến giữa samurai và Amanto và cả khi anh lỡ ăn mất đồ cúng mà bà để dành cho người chồng đã mất. Bà rất xinh đẹp khi còn trẻ và làm việc tại một nhà hàng. Bà đã bí mật cho trẻ em nghèo ăn bánh bao miễn phí, và bị đuổi việc. Bà là một trong Tứ Thiên Vương và có danh hiệu cá nhân "Hoàng hậu của Kabuki-chou".
Shimura Tae (志村 妙)
Lồng tiếng bởi: Yukino Satsuki
Chị gái của Shinpachi, gọi cô là "Chị hai" (姉 上: ane-ue). Cô điều hành Kakidōkan Dojo, võ đường của gia đình, cùng với em trai mình, làm việc bán thời gian để trả tiền bảo trì võ đường. Cô thường được gọi là "Otae" (お 妙); "お" (O) là một kính ngữ được sử dụng để chỉ phụ nữ. Kagura luôn gọi cô ấy là "Chị gái" (姉 御, Ane-go) hoặc "Ông chủ". Cô thường đánh đập Kondo Isao một cách không thương tiếc mỗi khi anh hay giòm ngó cô nhưng cô cũng có một mặt tốt bụng của riêng mình. Cô hầu như luôn mỉm cười trước mặt bạn bè của mình, một nụ cười có thể được gọi là "nụ cười giả tạo", vì thực sự trong lòng đang cảm thấy buồn nhưng cô không muốn thừa nhận điều đó. Kỹ năng nấu ăn của cô rất khủng khiếp.
Tama (たま)
Lồng tiếng bởi: Minami Omi
Có tên mã là Fuyo Unit Zero, là một android được Gintoki tìm thấy dưới dạng đầu người máy quái dị. Cô được đặt tên bởi Kagura, người bị ám ảnh bởi việc ăn trứng trên cơm vào thời điểm đó. Tama là một người máy được tạo ra bởi Giáo sư Ryuzan Hayashi để cung cấp cho cô con gái ốm yếu của mình một người bạn đồng hành. Hayashi đã cố gắng cấy ghép nhân cách của con gái mình - Fuyou - vào Tama, nhưng thí nghiệm đã giết chết con gái ông. Tuy nhiên, Tama sở hữu nguyên tố được gọi là "Seed", và do đó vẫn giữ được một số tính cách của Fuyou và có khả năng cảm nhận được cảm xúc của con người. Sau cùng cô làm người giúp việc ở quán rượu Otose.
Catherine (キャサリン Kyasarin)
Lồng tiếng bởi: Sugimoto Yuu
Một amanto dạng mèo. Lúc đầu, cô có vẻ là một công nhân siêng năng tại quán rượu của Otose, người đang cố gắng hỗ trợ gia đình, nhưng sau đó sớm bộc lộ mình là một tên trộm. Mặc dù vậy, Otose lại thuê cô tiếp sau khi ra tù, và Catherine kể từ đó trở nên cực kỳ trung thành với Otose.

### Shinsengumi
Shinsengumi (真選組) là lực lượng cảnh sát làm việc cho Mạc phủ, dựa trên một tổ chức có thật trong lịch sử Nhật Bản. 
Kondō Isao (近藤 勲)
Lồng tiếng bởi: Chiba Susumu
Chỉ huy của Shinsengumi. Anh hơi ngốc nghếch, nhưng vẫn tốt bụng và đáng kính. Anh rất nghiêm túc trong công việc và sẽ không ngần ngại hy sinh mạng sống của mình để bảo vệ người dân. Các thành viên của Shinsengumi rất trung thành với anh ta, khi họ tôn kính anh vì đã trả lại thanh kiếm cho họ sau Đạo luật Cấm kiếm. Okita Sougo thường nhận xét rằng thái độ tốt đẹp của Kondo cũng là điểm yếu của anh vì không bao giờ để ý đến những điểm tiêu cực về người khác. Một số nhân vật trong truyện thường gọi anh là "khỉ đột" và mặc dù rất tức giận với biệt danh này nhưng bản thân vẫn thừa nhận nó. Anh phải lòng Shimura Tae và trong suốt bộ phim liên tục theo dõi cô ấy, bị Tae đáp trả bằng những trận đòn không thương tiếc. Nhân vật và tên của Kondo dựa trên Kondō Isami trong lịch sử trong khi thiết kế ban đầu của anh là sự pha trộn giữa Hasegawa Taizo và chính mình.
Hijikata Tōshirō (土方 十四郎)
Lồng tiếng bởi: Nakai Kazuya
Phó chỉ huy của Shinsengumi. Với mục đích là bộ não đằng sau lực lượng, anh ta làm việc nghiêm túc và trung thành mãnh liệt với chỉ huy của mình, Kondo Isao. Hijikata nổi tiếng là một nhà lãnh đạo đáng sợ, có biệt danh là "Cục Phó ác quỷ" (鬼の副長, Oni no Fukuchō). Anh cũng nóng tính và thường đe dọa cấp dưới của mình phải seppuku nếu phạm luật. Tuy nhiên, bất chấp vẻ ngoài lạnh lùng đó, anh có một mặt nhân hậu hơn. Hijikata bị ám ảnh bởi mayonnaise, và do đó có biệt danh là "Mayorā" (マヨラ ー). Anh được biết đến là người nghiền nát mọi thứ mình ăn dưới một núi sốt mayonnaise, và còn mang theo một số đồ vật có hình dạng giống như chai mayonnaise, chẳng hạn như cái bật lửa. Anh rất nổi tiếng với các cô gái cho đến khi họ phát hiện ra nỗi ám ảnh này của anh. Hijikata yêu chị gái của Sougo, Mitsuba, nhưng anh không muốn cô bị thương và dính líu đến danh tiếng nguy hiểm của anh. Trái ngược với sự cạnh tranh của anh với Gintoki, cả hai nhân vật đều có nhiều đặc điểm giống nhau, chẳng hạn như sợ ma và nha sĩ. Dựa trên Hijikata Toshizō, Hijikata ban đầu được hiểu là Gintama là nhân vật chính, nhưng với ngoại hình giống hệt Gintoki.
Okita Sōgo (沖田 総悟)
Lồng tiếng bởi: Suzumura Kenichi
Kiếm sĩ giỏi nhất trong Shinsengumi. Anh có khuôn mặt luôn toát lên vẻ ngây ngô như cún con. Mặc dù là một bậc thầy về kenjutsu, nhưng anh thường xuyên sử dụng súng bazooka. Anh có thể hơi trẻ con. So với Hijikata, Okita rất lười biếng khi nói về công việc của mình vì anh thường ngủ trưa khi phải làm việc. Anh còn được biết đến như một kẻ bạo dâm, có kỹ năng rất cao trong việc tra tấn mọi người mà không cần quan tâm đó có phải là người mà anh biết hay không. Okita tỏ ra khó chịu và không thích Toshiro Hijikata và liên tục cố gắng gây thương tích nặng nề, làm nhục, hoặc thậm chí giết cố Hijikata bất cứ khi nào anh có cơ hội để giành lấy chức phó chỉ huy cho mình. Mất cha mẹ từ khi còn nhỏ, anh được nuôi dưỡng bởi chị gái anh, Mitsuba. Do đó, bất chấp tính cách tàn bạo của mình, Okita tôn thờ chị gái mình và làm mọi cách để làm hài lòng cô. Anh cũng rất thích Kondo Isao, người đã nâng đỡ anh khi còn nhỏ. Đó là do Mitsuba đã bị Hijikata từ chối và Kondo trở nên rất quan tâm đến Hijikata nên Okita ghét Hijikata. Tuy vậy, Okita vẫn coi anh như một trong ba người bạn của mình. Okita cũng coi Gintoki, người mà anh gọi là "Danna" nghĩa là ông chủ, là một trong những người bạn của anh (với người còn lại là Kondo) với cả hai cùng tìm ra điểm chung trong việc tra tấn và làm nhục Hijikata. Anh cũng là đối thủ của Kagura sau một trận đấu và thường gọi cô là "China". Trong nguyên tác truyện tranh Nhật Bản, anh thích kết thúc câu của mình bằng '~ desaa' và "~ desuzee". Sorachi ban đầu thiết kế Okita là nữ và cầm ô, nhưng phải đổi thành nam vì chỉ có nam mới được phép vào Shinsengumi. Tên của anh ấy được đặt theo Okita Sōji.

### Nhương Di Chí Sĩ (Jouishishi)
Katsura Kotarō (桂 小太郎)
Lồng tiếng bởi: Ishida Akira
Đồng đội cũ của Gintoki trong cuộc chiến tranh Nhương Di. Ngay cả sau khi Amanto tiếp quản Nhật Bản, Katsura vẫn tiếp tục chống lại Amanto và đã tích lũy được một nhóm tín đồ. Mặc dù anh là một kiếm sĩ lão luyện, vũ khí anh luôn lựa chọn là một quả lựu đạn. Anh là một kẻ bị truy nã do liên quan đến các hoạt động khủng bố chống lại Bakufu, và thường xuyên chạy trốn khỏi Shinsengumi. Mặc dù các phương pháp ban đầu của anh có tính chất bạo lực (ví dụ, gửi một quả bom đến đại sứ quán Amanto), Katsura đã dần dần tin rằng có những người quan trọng đối với anh ta ở Edo, và quyết định rằng mình không còn muốn phá hủy đất nước; tuy nhiên, anh lại tin rằng cần phải có một cách để thay đổi nó mà không cần hy sinh. Katsura đôi khi làm những công việc lặt vặt để gây quỹ cho các hoạt động khủng bố của mình. Là một nhân vật phổ biến trong truyện, Katsura thường được gọi là "Zura" từ tiếng Nhật có nghĩa là "tóc giả". Katsura sẽ luôn phẫn nộ trả lời "Zura ja nai! Katsura da!" (Không phải là Zura! Là Katsura!). Tên của anh được đặt theo Katsura Kogoro.
Elizabeth (エリザベス Erizabesu)
Lồng tiếng bởi: Takamatsu Shinji
Thú cưng của Katsura là món quà từ đồng đội cũ của Katsura, Sakamoto Tatsuma. Nó giống một con vịt trắng khổng lồ hoặc một con chim cánh cụt. Katsura đã đặt tên cho loài chim mơ hồ là "Elizabeth" và yêu thích nó. Elizabeth sử dụng một cái bảng trắng và viết chữ trên đó để "giao tiếp". Trong các tập khác nhau của anime, danh tính thực sự của Elizabeth thường được nói đùa là Takamatsu Shinji, có nghĩa là giám đốc của anime Gintama.

### Oniwabanshu
Một nhóm ninja nhỏ chuyên làm gián điệp, lừa dối và ám sát dưới thời Shogun.
Sarutobi Ayame (猿飛 あやめ)
Lồng tiếng bởi: Kobayashi Yuu
Là kunoichi có biệt danh là Sa-chan đến từ Oniwabanshū. Cô gặp Gintoki khi cô rơi qua mái nhà của anh. Khi cô cố gắng thuyết phục anh rằng Gintoki có những mối quan hệ không phù hợp với cô, anh đã nhanh chóng làm theo mặc dù biết rằng cô đang nói dối để được anh giúp đỡ. Kể từ sự việc đó, cô trở nên say mê anh, khiến anh vô cùng thấy phiền. Tình cảm của cô dành cho anh dường như là tự nguyện hiến, vì cô thích bị anh hạ thấp và đe dọa do chứng M cực độ của mình. Cô thường đi theo Gintoki và những người còn lại trong Yoroyuza mà anh ấy biết, ném đồ vật vào cô ấy để xuất hiện khi anh ấy cần cô ấy giúp đỡ. Tuy nhiên, khi manga tiếp tục, Sa-chan ít xuất hiện hơn, điều này khiến cô khó chịu. Cô cực kỳ giỏi về ninja và đóng vai trò là vệ sĩ hoàng gia của tướng quân. Cô bị cận nặng và thường xuyên bị mất kính. Các đòn tấn công của cô chủ yếu dựa vào natto và dây trói. Tên của cô được đặt theo tên Sarutobi Sasuke trong lịch sử.
Hattori Zenzō (服部 全蔵)
Lồng tiếng bởi: Fujiwara Keiji 
Là một ninja có tay nghề cao, mặc áo lau nhà màu nâu nhạt/vàng sẫm và để râu dê. Ban đầu được giới thiệu là một ninja mặc áo choàng hỗ trợ trong kế hoạch lừa đảo "Dreamcatcher", lần xuất hiện đáng chú ý đầu tiên của anh là khi anh và Gintoki cố gắng chiến đấu đến chết vì vấn đề cuối cùng còn lại của Số phát hành kép Giáng sinh Akamaru Jump vì tin rằng đó là Shonen Jump. Anh ban đầu là thành viên của Oniwabanshū. Anh ta là nhân vật duy nhất trong truyện ngang bằng với sự sùng bái ám ảnh của Gintoki đối với Jump. Anh dường như bị bệnh trĩ, điều này thường được nói đùa. Anh ta chỉ huy một đội ninja tự do được gọi là "Shinobi 5." Cha của anh được cho là người mạnh nhất trong Oniwabanshū và là người hướng dẫn cho nhiều đồng nghiệp của anh, bao gồm cả Ayame Sarutobi. Nhân vật của anh dựa trên nhân vật lịch sử Hattori Hanzō.

### Gia tộc Yagyū
Một gia đình quý tộc phục vụ Tướng quân hiện tại.
Yagyū Kyūbei (柳生 九兵衛)
Lồng tiếng bởi: Orisaka Fumiko
Là một cô gái trẻ quý tộc được nuôi dưỡng như con trai để kế vị gia tộc của gia đình mình. Cô ăn mặc và cư xử như một con trai do được nuôi dạy, nhưng đôi khi lại thể hiện khía cạnh nữ tính hơn của mình. Những sự thật này khiến một số nhân vật nhầm cô là con trai trong lần xuất hiện đầu tiên. Cô là bạn thân của Shimura Tae khi họ còn nhỏ, nơi cô yêu Tae và mất đi mắt trái để bảo vệ cô ấy khi họ còn nhỏ. Hậu quả của sự việc này là Kyubei phải đeo một miếng bịt mắt ngang mắt trái. Sự việc cũng để lại cho cô quyết tâm trở nên mạnh mẽ hơn và trong nhiều năm cô đã chăm chỉ luyện tập để nâng cao kỹ năng của mình.
Tōjō Ayumu (東城 歩)
Lồng tiếng bởi: Yusa Kouji
Là người hầu của Kyubei, người cực kỳ tận tâm trong việc quan tâm đến cậu chủ trẻ của mình. Anh thường nói một cách rất lịch sự, sử dụng -masu và -desu thay vì các dạng từ điển ngắn thường được sử dụng trong cách nói bình thường của nam giới. Anh nói chuyện với cậu chủ trẻ Kyubei và đã ghi nhật ký trong nhiều năm ghi lại các hoạt động của Kyubei. Kyubei thường thờ ơ với sự quan tâm quá mức của Tojo, mặc dù cô thường dùng bạo lực với anh. Đôi mắt của Tojo thường nhắm lại trừ khi anh ngạc nhiên hoặc cảm thấy đau khổ. Tên của anh liên quan đến nhân vật Aya Tojo trong bộ truyện Strawberry 100%.

### Yoshiwara
Phố đèn đỏ dưới lòng đất ở Edo.
Tsukuyo (月詠)
Lồng tiếng bởi: Kaida Yuuko
Là một phụ nữ tóc vàng có vết sẹo trên trán và má trái. Cô lãnh đạo một nhóm sát thủ toàn nữ, Hyakka (Hoa của Yoshiwara), do Night King Hosen triển khai. Mặc dù tỏ ra là một người vô tâm khi nhóm Gintoki tiếp cận và ném một chiếc kunai giả vào trán họ, nhưng sau cùng cô lại trở thành bạn của họ. Cô có một quá khứ khó khăn, mồ côi khi còn nhỏ và được nuôi dưỡng bởi một sát thủ tàn nhẫn và nguy hiểm, Jiraia. Trong khi động cơ ban đầu của Jiraia là truyền mọi nỗi tuyệt vọng và bi kịch của cuộc đời mình vào Tsukuyo, người mà hắn coi là nghệ thuật hoặc sự sáng tạo hoàn hảo của mình, Tsukuyo cuối cùng lại ngày càng gắn bó với những gì hắn không thể làm được. Đó là "Những người bạn, một ngôi nhà và những điều quý giá cần bảo vệ" như lời kể của Jiraia.
Lòng trung thành và mái ấm của cô nằm ở Hinowa ở thành phố ngầm Yoshiwara. Cô có quan hệ với Hinowa, người cũng đã giúp nuôi dạy cô như một người chị/mẹ trong suốt thời thơ ấu của cô. Cô có khả năng chịu đựng rượu cực kỳ kém và sẽ nhanh chóng say khi mới chỉ uống một chút. Khi làm việc với nhóm của Gintoki, Tsukuyo trở nên vô tư hơn và nảy sinh tình cảm với Gintoki, mặc dù cô miễn cưỡng thừa nhận điều đó.

### Quỷ Binh Đội
Quỷ Binh Đội (鬼兵隊 Kiheitai) là đội quân tình nguyện bí mật giữa phe Jōi do Takasugi Shinsuke lãnh đạo. Tồn tại kể từ sau cuộc chiến với Amanto, họ vẫn là bộ phận duy nhất còn cống hiến cho sứ mệnh ban đầu là giải phóng Nhật Bản khỏi sự kìm kẹp của quân xâm lược, cho dù đó là bằng cách tuyển dụng binh lính hay phát triển vũ khí có thể tiêu diệt những kẻ phải đối mặt họ. Hành động của Takasugi và Kiheitai làm cho Gintoki và Katsura, những đồng đội xưa phải cố gắng dừng anh lại.
Takasugi Shinsuke (高杉 晋助)
Lồng tiếng bởi: Koyasu Takehito
Đồng đội cũ của Sakata Gintoki và Katsura Kotaro trong cuộc xâm lược của Amanto, và ban đầu là một nhân vật phản diện chính xuyên suốt bộ truyện. Anh ta lãnh đạo một phe Joi cực đoan được gọi là Kiheitai và được biết đến trong Shinsengumi như một trong những tên tội phạm tồi tệ nhất. Có thể dễ dàng nhận ra anh qua mắt trái được băng bó, bộ kimono sặc sỡ của mình, nụ cười kỳ lạ, và cái tẩu thuốc mà anh thường thấy đang hút. Anh là một kiếm sĩ rất thành thạo, hoàn hảo ngang hàng với Gintoki do họ đã đụng độ nhau từ khi còn là những đứa trẻ. Sau khi chiến tranh kết thúc, anh ta biến mất, và từ đó trở nên nổi tiếng nguy hiểm do ám sát nhiều sĩ quan chính của Mạc phủ và lên kế hoạch cho một cuộc đảo chính quy mô lớn. Không giống như Katsura, anh ta không quan tâm đến việc cứu đất nước: đúng hơn, anh tin rằng cách duy nhất để cứu nó là phá hủy thế giới "thối nát" này. Anh đặc biệt phẫn nộ về điều này, vì tuyên bố rằng thế giới đã lấy đi người thầy anh yêu quý - Yoshida Shoyo, người đã chăm sóc và dạy anh. Tên của anh được đặt theo Takasugi Shinsaku.
Kawakami Bansai (河上 万斉)
Lồng tiếng bởi: Yamazaki Takumi
Là một trong những kiếm sĩ mạnh nhất của Kiheitai và là "cánh tay phải" của Takasugi. Bansai mang theo đàn shamisen và chơi nó rất điêu luyện; nó cũng đóng vai trò như một công cụ để trói người khác hoặc như một vũ khí tương tự như garrote, và anh mang thanh katana giấu kín của mình bên trong nó.
Ngoài việc nổi tiếng là một kiếm sĩ điêu luyện, Bansai còn là một nhạc sĩ tài năng. Anh làm việc như một nhà sản xuất âm nhạc dưới cái tên "Tsunpo" (つんぽ) và những bài hát mới hơn của Otsu đều do anh ta viết. Nhìn chung, Bansai tỏ ra có thái độ cực kỳ bình tĩnh, mặc dù sẽ bạo lực khi cần thiết và tỏ ra quan tâm đến những thách thức đối với kỹ năng của mình. Anh có tinh thần trách nhiệm cao và nhờ đó hoàn thành các mệnh lệnh do Takasugi giao cho - tuy nhiên, anh cũng là người giải thích và thực hiện chúng dựa trên giá trị của riêng mình. Anh ngưỡng mộ sức mạnh và tinh thần của người khác. Anh nói theo phong cách khiêm tốn của người Nhật bằng cách sử dụng "de gozaru" ở cuối câu và tự gọi mình là "sessha", một cách nói đặc biệt cổ xưa. Mặc dù vậy, anh dường như sử dụng ngôn ngữ hiện đại khi vào vai "Tsunpo" của mình. Tên của anh ta được đặt theo tên của Kawakami Gensai trong lịch sử, một trong bốn sát thủ nổi tiếng nhất thời Bakumatsu.
Takechi Henpeita (武市 変平太)
Lồng tiếng bởi: Chafurin
Là chiến lược gia của Kiheitai. Ông sử dụng kiếm, nhưng không thành thạo lắm và nhanh chóng mệt mỏi như đã thấy khi chiến đấu với Shinpachi trong arc Benizakura. Ông thường bị buộc tội là lolicon, nhưng lại khẳng định mình là người ủng hộ nữ quyền. Tên của ông ấy được đặt theo Takechi Hanpeita lịch sử.
Kijima Matako (来島 また子)
Lồng tiếng bởi: Hayamizu Risa
Được biết đến với cái tên Viên đạn đỏ (紅い弾丸, Akai Dangan), là thành viên nữ duy nhất của Kiheitai và có kỹ năng sử dụng một cặp súng lục ổ quay. Cô trung thành mãnh liệt với Takasugi. Cô nóng tính và dễ la hét khi khó chịu. Điều này được thể hiện rõ khi cô hay "khạc nhổ" với Kagura. Cô tương tác nhiều nhất với Takechi, kẻ mưu mô của Kihetai, gọi ông là "senpai" vì sự tôn trọng, nhưng cũng gọi ông là "kẻ biến thái" và "lolicon" vì đã tha cho Kagura thay vì giết. Trong chương 294 của manga, cô, Takechi và Bansai gửi cho Gin một tấm thiệp Năm mới để có thêm thời gian xuất hiện trên màn ảnh. Tên của cô được đặt theo Kijima Matabei lịch sử.
Okada Nizō (岡田 似蔵)
Lồng tiếng bởi: Aoyama Yutaka
Được biết đến với biệt danh "Đồ tể", là một hitokiri mù làm việc cho Takasugi. Anh tìm cách tiêu diệt mọi thứ trên thế giới, tương tự như Takasugi. Trình độ kiếm thuật của anh đến mức mình có thể chém đối thủ mà không cần đối thủ nhìn thấy anh rút kiếm ra khỏi vỏ. Tuy nhiên, thanh kiếm của Nizou đã bị Gintoki đánh gãy trong lần chạm trán đầu tiên của họ. Được Shinsuke chiêu mộ, Nizo có được vũ khí mới, thanh katana cơ sinh học công nghệ cao, "Benizakura" (紅桜, nghĩa đen là "Hoa anh đào đỏ thẫm"), do Murata Tetsuya chế tạo và sử dụng vũ khí trên nhiều ronin khác nhau để cải thiện nó. Tên của anh được đặt theo Okada Izō trong lịch sử, một trong bốn sát thủ nổi tiếng nhất thời Bakumatsu.
Kamui (神威)
Lồng tiếng bởi: Hino Satoshi
Là anh trai của Kagura. Anh là thủ lĩnh của đội 7 cướp biển không gian Harusame, nhưng sau đó trở thành đô đốc và hợp tác với Takasugi Shinsuke. Anh rời bỏ gia đình sau khi thách thức cha mình và cắt đứt cánh tay trái của ông. Mặc dù thường tỏ ra vui vẻ nhưng thực chất là một chiến binh hung bạo, ham muốn máu, giống như phần lớn gia tộc Yato. Anh nói rằng những người thân của anh đã yếu dần hơn anh vì đã gắn bó với người khác. Anh bắt đầu tỏ ra rất quan tâm đến các kỹ năng của Gintoki sau khi đánh bại cấp trên cũ của mình, Housen, coi Gintoki là con mồi của mình.

### Các nhân vật khác
Sakamoto Tatsuma (坂本 辰馬)
Lồng tiếng bởi: Shin'ichiro Miki
Là cựu đồng đội của với Gintoki. Anh là một người tốt bụng và lạc quan đến mức nực cười, ngay cả trong những tình huống nguy hiểm nhất. Anh cũng có xu hướng đọc sai tên; anh gọi Gintoki là "Kintoki". Mặc dù có bản tính ngốc nghếch nhưng Sakamoto thực sự là một doanh nhân thành đạt trong thiên hà. Anh tin rằng kinh doanh là một cách để bảo vệ đất nước của mình. Anh có một hạm đội kinh doanh phòng thủ tư nhân được trang bị tốt gọi là Kaientai (快援隊) dựa trên Kaientai lịch sử. Anh ấy cũng tin rằng cần phải hy sinh vì lợi ích của cộng đồng, đó là lý do tại sao anh chọn từ bỏ đồng đội của mình trên Trái đất để du hành vào không gian. Do bệnh biển và không gian, công việc kinh doanh của Tatsuma chủ yếu được điều hành bởi cộng sự đầu tiên của anh, Mutsu (bản thân cô dựa trên Mutsu Munemitsu lịch sử). Tên của anh được đặt theo tên lịch sử Sakamoto Ryōma.
Terakado Tsū (寺門 通)
Lồng tiếng bởi: Takahashi Mikako
Là một ca sĩ nhạc pop thần tượng nổi tiếng đến từ Edo. Lời bài hát của cô gây tranh cãi và đôi khi phải kiểm duyệt. Cô bắt đầu sự nghiệp ca hát ở hai bên đường phố. Tài năng của cô đã được Bansai Kawakami công nhận và cô đã trở nên nổi tiếng từ đó. Mẹ cô quản lý cô trong khi cha cô đang ngồi tù. Cô đã gặp được cha mình một lần nữa trong buổi hòa nhạc đầu tiên. Cô thường được gọi là "Otsu" do thói quen tạo từ bằng chữ cái cuối cùng của các từ trước đó (Terakad-O-Tsu).
Okita Mitsuba (ミツバ)
Lồng tiếng bởi: Shimamoto Sumi
Là chị gái của Sogo, người đã chăm sóc anh kể từ khi cha mẹ họ qua đời khi họ còn nhỏ. Sougo quan tâm sâu sắc đến Mitsuba, lịch sự và ngoan ngoãn một cách khác thường khi ở gần cô ấy. Cô làm quen với những thành viên còn lại của Shinsengumi và thường xuyên mang đến cho họ món senbei cực cay mà bản thân cô rất thích. Cô mắc bệnh bệnh lao và thường phải điều trị y tế, Sougo đã từng gửi tiền để chữa trị. Cô có tình cảm lãng mạn với Toshiro Hijikata . Mặc dù được tiết lộ rằng Hijikata thực sự yêu cô ấy, nhưng anh cảm thấy rằng mình không thể mang lại hạnh phúc cho cô vì một lý do chính đáng, đó là lý do tại sao anh đối xử lạnh lùng với cô. Tên của cô được đặt theo Okita Mitsu, em gái ngoài đời của Okita Sōji.
Umibōzu (星海坊主)
Lồng tiếng bởi: Hayami Show
Là cha của Kagura và Kamui và là một trong những thành viên cuối cùng của gia tộc Yato. Ông ta là thợ săn người ngoài hành tinh mạnh nhất trong vũ trụ và được biết đến như một huyền thoại sống đối với người dân Edo. Ông có một cánh tay điều khiển sinh học do con trai mình (Kamui) đã tước đoạt cánh tay của ông trong trận chiến. Ông xuất hiện lần đầu trong truyện khi cố gắng khiến Kagura rời bỏ Gintoki và Shinpachi, vì sợ cô sẽ không thể kiểm soát sức mạnh của mình và rằng cô sẽ giết họ. Tuy nhiên, sau khi biết Gintoki và cách Kagura có thể sử dụng sức mạnh của mình để bảo vệ mọi người, ông đã cho phép cô ở lại Trái đất.
Tokugawa Shigeshige (徳川 茂茂)
Lồng tiếng bởi: Ono Yuuki
Là Tướng quân của Edo. Anh cai trị Edo với sự hỗ trợ của cựu Tướng quân và chú của mình, Sadasada Tokugawa. Bất chấp tính cách và địa vị tốt bụng, Shogun thường xuyên bị một số nhân vật trong truyện "ngược đãi", "làm nhục" và Shinsengumi cũng không bảo vệ được anh. Anh còn có một người em gái tên là Soyo Tokugawa, là bạn của Kagura. Tên của anh được đặt theo Tokugawa Iemochi lịch sử.

## Chủ đề và phong cách
Mục tiêu chính của Sorachi Hideaki trong Gintama là tạo ra những tình huống khôi hài; trong suốt 2 năm sáng tác, Sorachi càng lúc càng đưa thêm nhiều yếu tố kịch tính vào các mẩu chuyện, nhưng yếu tố hài hước vẫn được giữ nguyên. Nhiều trò đùa từ truyện được lấy ý tưởng từ các manga khác. Ví dụ, ở chương đầu tiêu sau khi Gintoki chiến đấu với nhóm người ngoài hành tinh để bảo vệ Shinpachi và Tae, Shinpachi đã phàn nàn rằng cậu ta chỉ được đánh nhau trong "1 trang" và Gintoki đã trả lời: "Im đi! Một trang đã là quá lâu với một họa sĩ truyện tranh rồi!". Sự cường điệu của Gintoki khi thể hiện mong muốn được đọc Weekly Shounen Jump (anh ta sẵn sàng đánh nhau với những độc giả khác để giành được cuốn tạp chí cuối cùng) cũng khiến độc giả tức cười, vài bộ truyện khác của Shueisha sau này cũng được đưa vào các tình tiết truyện. Nhiều tình huống trong truyện buộc độc giả phải có kiến thức về văn hóa Nhật mới có thể hiểu được. Sự hài hước của Gintama được giới công chúng gọi là "kỳ dị" và "bất bình thường" – đây chính là điểm khiến Gintama được yêu thích khi nét vẽ của nó bị đánh giá là "không hấp dẫn" và đi cảnh đôi khi quá nhanh. Khó có thể phân định được Gintama nằm ở thể loại "sci-fi comedy" (vì sự xuất hiện của người ngoài hành tinh trong truyện) hay "samurai comedy". Nó cũng thâm nhập vào xã hội hiện đại với những ngày lễ hội và truyền thuyết nổi tiếng của Nhật mà nó đề cập tới. Thêm vào đó, Gintama cũng khai thác hình ảnh của một số nhân vật lịch sử có thật và những câu chuyện của họ. Bên cạnh yếu tố hài hước, cuộc xâm lược của Amanto vào Nhật Bản và mối quan hệ giữa họ với người Trái Đất cũng đưa ra nhiều vấn đề xã hội đáng suy nghĩ.

## Sản xuất
Năm 2003, Sorachi Hideaki đang là một mangaka có triển vọng đã xuất bản được 2 truyện ngắn trên tạp chí Weekly Shōnen Jump. Mặc dù đã sẵn sàng cho tác phẩm dài hơi đầu tiên của mình, biên tập đã khuyên ông nên tạo ra một bộ truyện dựa trên hình ảnh nhóm Shinsengumi, lúc đó đang là chủ để nổi bật nhờ bộ phim truyền hình nhiều tập Shinsengumi do các diễn viên nổi tiếng tham gia diễn xuất. Sorachi đã thử vì ông rất thích nhóm Shinsengumi, nhưng cuối cùng đã thất bại. Thay vì bỏ rơi những ý tưởng đã hoàn thành, Sorachi vẫn tập trung vào vấn đề lịch sử nhưng tạo ra một câu chuyện của riêng mình, xen lẫn những yếu tố viễn tưởng và tiểu thuyết hóa những nhân vật lịch sử của thời đại đó theo sở thích của ông. Tên ban đầu của truyện được đặt là "Yorozuya Gin-san" (万事屋銀さん, Vạn Sự Ốc Gin-san), nhưng nó chẳng gây ấn tượng gì với Sorachi. Sau một cuộc tranh luận, ông đã quyết định lựa chọn tên Gintama sau câu hỏi của người biên tập: "Cậu có nghĩ một samurai tóc bạc sẽ rất cool không?". Mặc dù không coi trọng truyện ngắn Samuraider, nhưng bằng việc thêm vào câu chuyện đó những nhân vật Amanto, Gintama cuối cùng đã thành hình. Sorachi không hy vọng manga này sẽ nổi tiếng, khi ông kể lại rằng mọi người từng nói với ông manga này sẽ không thể xuất bản quá 2 tập tankoubon.
Là một fan hâm mộ của Shinsengumi, nhân vật chính ban đầu của Sorachi là Hijikata Toshiro, được xây dựng từ nhân vật lịch sử Hijikata Toshizo, sau khi ông xem bộ phim Moyo Ken! (Cháy lên, kiếm ơi!). Khi Sorachi không thể thoát khỏi thiết kế nguyên bản của Hijikata, ông quyết định không sử dụng nhân vật này làm nhân vật chính, mà đặt anh ta vào nhóm Shinsengumi trong câu chuyện. Khi được hỏi, Sorachi đã nói rằng hầu hết các nhân vật trong truyện đều dựa trên một người Edo nào đó, như Gintoki được phóng tác từ người anh hùng dân tộc Sakata Kintoki.
Trong năm đầu tiên bộ truyện được phát hành cùng lúc với phim Shinsengumi được trình chiếu, hầu hết Sorachi chỉ viết những câu chuyện ngắn giới thiệu các nhân vật và thế giới của Gintama, ông cảm thấy hoàn toàn không thoải mái khi tạo ra những thứ có liên hệ với bộ phim. Tới năm thứ 2 và những năm tiếp theo, Sorachi càng lúc càng táo bạo trong những câu chuyện và ý tưởng của mình, tạo ra một câu chuyện dài hơi, kịch tính tăng dần trong khi vẫn giữ nguyên phong cách hài hước và châm biếm Nhật Bản hiện đại bằng xã hội giả tưởng của quá khứ.
Sorachi thường gặp vấn đề trong việc hoàn thành bản thảo và thường phó mặc cho trợ lý của mình, chỉ kiểm tra lại lần cuối cùng. Ông hình dung những gì sẽ viết khi nghỉ ngơi trong phòng hoặc đi dạo. Mặc dù thường tâm sự rằng những ý tưởng của mình thường là ngẫu nhiên, Sorachi vẫn phải thừa nhận rằng chúng nảy sinh khi đang suy nghĩ về manga. Tuy nhiên, khi gặp vấn đề trong việc thể hiện ý tưởng, Sorachi thường tìm kiếm sự giúp đỡ từ người biên tập. Luôn cho rằng Gintama là một "manga không có ý nghĩa", trước khi viết một chương truyện, Sorachi thường suy tính xem mình nên viết một chương hài hước hay kịch tính. Khi vẽ, ông thường sử dụng một chiếc bút dạ thường, bút máy, bút lông và bút dạ lông. Những nét chính của nhân vật sẽ dùng bút dạ và bút máy, nét phác thảo thì dùng bút dạ lông cỡ 0,8 ly.
Về thiết kế nhân vật, Sorachi nói rằng tất cả các khuôn mặt đều dựa trên khuôn mặt của Shinpachi, chỉ cần thay đổi một vài chi tiết cũng như kiểu tóc rồi gỡ cặp kính của cậu ta đi, chúng ta sẽ có các nhân vật khác nhau. Sorachi cũng nói rằng ông thích tất cả các nhân vật mình thiết kế và bất cứ khi nào nhận thấy một nhân vật vắng mặt trong nhiều chương kế nhau, ông sẽ tìm mọi cách để đưa nhân vật đó trở lại. Mặt khác, khi một nhân vật xuất hiện quá thường xuyên, ông sẽ không để anh/cô ta trở thành tâm điểm của chương tiếp theo. Tuy nhiên, ông thừa nhận rằng quy luật đó không áp dụng với bộ ba Vạn Sự Ốc.

## Manga và các sản phẩm chuyển thể
1. Manga
Các chương của Gintama được sáng tác bởi Sorachi Hideaki và được in thường kỳ trên tạp chí manga Weekly Shounen Jump của Nhà xuất bản Shueisha từ ngày 8/12/2003. Các chương truyện được gọi là các "bài học" và truyện có tổng cộng 704 bài học. Vào tháng 8 năm 2018 thì tạp chí Jump đưa ra thông báo là truyện sẽ kết thúc vào ngày 15 tháng 9, sau đó truyện được chuyển qua tạp chí Jump Giga và trên đấy ba số mùa đông từ tháng 12 năm 2018 đến tháng 2 năm 2019. Cũng giữa tháng 2 năm 2019 thì Jump tiếp tục thông báo là truyện sẽ ra tiếp trên ứng dụng Gintama. Ngày 13 tháng 5 là ra chương kế tiếp đó và tới 17 tháng 6 là chương cuối cùng. Tuy nhiên thì lại tiếp tục có trì hoãn và chap cuối cùng được ấn định chính thức là phát hành ngày 17 tháng 6 năm 2019. Shueisha cũng đã tập hợp các chương truyện để in thành tankoubon, tập đầu tiên ra đời ngày 2/4/2004. Ngày 2/8/2019 tới đây thì tập 77 tức tập cuối cùng của bộ truyện sẽ được phát hành tại Nhật. Shueisha cũng đã phát hành các chap đầu của Gintama trên trang chủ Weekly Shounen Jump của mình.
Nhà xuất bản Kim Đồng đã mua bản quyền và xuất bản Gintama tại Việt Nam từ năm 2011 và đã phát hành đầy đủ các tập truyện.
2. OVA
Hai tập OVA của Gintama do hãng Sunrise phát hành cho tới nay. Tập đầu tiên cùng tên với truyện ra mắt tại Jump Festa 2005 với nội dung giới thiệu các nhân vật trong truyện. OVA thứ 2 mang tên Shiroyasha Kotan ("Sự ra đời của Bạch Dạ Xoa"), được ra mắt tại Jump Festa 2009 nói về cuộc chiến giữa Amanto và các samurai. Ngày 30/9/2009, đĩa DVD tên Gintama Jump Anime Tour 2008 & 2005 đã được phát hành bởi hãng Aniplex.
3. TV anime
Phiên bản phim truyền hình cũng được sản xuất bởi Sunrise đã ra mắt trên kênh TV Tokyo ngày 4/4/2006. 99 eps đầu do Takamatsu Shinji làm đạo diễn. Từ eps 100 tới 105 do Takamatsu và Fujita Yoichi cùng đạo diễn, và những eps sau đó do Fujita làm đạo diễn. Tiêu đề phụ của Gintama anime có thể dịch nôm na là "Điểm bắt đầu là điều vô cùng quan trọng với bất cứ việc gì, vì thế cố gắng vượt qua chính mình là điều luôn luôn đúng". Suốt tháng 1/2009, Fujita đã ngụ ý rằng ông sẽ không làm tiếp phần 4 của phim sẽ bắt đầu vào năm đó. Tuy nhiên, tháng 2/2009, tin chính thức cho biết anime sẽ tiếp tục phát hành năm thứ 4, một lần nữa lại do Fujita làm đạo diễn. Mặc dù phim đã kết thúc vào ngày 25/3/2010 với 201 tập, Fujita đã hé mở rằng anime sẽ tiếp tục phát hành khi có đủ tư liệu để dựng nội dung. Takamatsu khẳng định TV Series "hoàn toàn chưa kết thúc. Nó thậm chí còn chưa bắt đầu! Nhất định nó sẽ trở lại".
Ngày 5/4/2010, đài truyền hình TV Tokyo bắt đầu phát hành lại những tập Gintama cũ dưới tên gọi Yorinuki Gintama-san (nghĩa là "Những tập đặc sắc nhất của Gintama"). Cùng với việc được phát sóng lại, bản opening, ending và nhạc chủ đề cũng được làm lại. Opening và ending tập 1 – 9 là Bakuchi Dancer của Does và "Bokutachi no Kisetsu". Bắt đầu từ tập 10, opening được đổi thành bài Kaze no Gotoku của Joe Inoue và ending đổi thành WAVE của Vijandeux.
Ở Nhật Bản, hãng Aniplex đã phát hành đĩa DVD của series với 13 vol đã ra đời tới nay cho season đầu tiên, từ ngày 26/7/2006 đến 26/6/2007. Season 2 cũng được phát hành với 13 đĩa DVD từ ngày 25/7/2002 đến ngày 23/7/2008. Season 3 tương tự với 13 DVD phát hành từ ngày 25/7/2008 đến 26/8/2009. Đĩa DVD đầu tiên của season 4 đã phát hành ngày 28/10/2009.
Vào tháng 11/2008, một cuộc đàm phán đã diễn ra giữa đài TV Tokyo và trang web video online Crunchyroll. Crunchyroll sẽ được phát sóng các tập có phụ đề tiếng Anh 3 tuần sau khi phim được phát trên TV Tokyo. Ngày 8/1/2009, Crunchyoll đã upload tập đầu tiên (tập 129) lên website của mình. Cùng với những eps mới được up lên hàng tuần, Crunchyoll cũng lần lượt up những tập phim trước.
4. Điện ảnh
Đã có hai bộ phim điện ảnh của Gintama được công chiếu vào năm 2010 và 2013.
Tháng 10/2009, hãng WarnerBros đã đăng ký tên miền internet "Gintama-movie.com" cho dù họ chưa công bố dự án phim này. Trên tạp chí Weekly Shounen Jump số 58 năm 2009, phát hành 1 tháng sau đó, dự án phát triển phim với chủ đề "Gintama Wasshoi Matsuri" đã được công bố (Wasshoi là tiếng hô phổ biến trong các lễ hội ở Nhật). Với tựa đề Gintama: Shinyaku Benizakura-Hen, bộ phim kể lại phần truyện khi Katsura Kotaro bị tấn công bởi một thành viên của đội Kiheitai, và nhóm của Gintoki bắt đầu tìm kiếm anh ta. Does sẽ biểu diễn ca khúc của phim tên gọi Bakuchi Dancer. Phim được phát sóng ngày 24/4/2010, đã đạt doanh thu 2.118.342$ cho 90 buổi chiếu trong ngày đầu tiên.
Bộ phim thứ hai được công bố vào tháng 8 năm 2012 trên tạp chí Weekly Shonen Jump, với tên gọi Gintama: The Movie: The Final Chapter: Be Forever Yorozuya. Kịch bản viết bởi tác giả Sorachi Hideaki, nội dung nói về nhân vật chính Sakata Gintoki du hành thời gian đến Edo tương lai 5 năm sau. Bộ phim bắt đầu được công chiếu tại Nhật vào ngày 6/7/2013, bản DVD và Blu-ray của bộ phim sẽ được phát hành ngày 18/12/2013.
5. Đĩa nhạc
Âm nhạc trong anime Gintama được sáng tác bởi Kamagata Eiichi. Ngày 27/9/2006, hãng Audio Highs đã phát hành đĩa CD soundtrack đầu tiên với tên gọi Gintama Original Soundtrack. Đĩa CD này bao gồm 36 bản nhạc từ TV series bao gồm bản opening đầu tiên và hai bản ending đầu tiên. Đĩa CD soundtrack thứ 2, Gintama Original Soundtrack 2, được phát hành ngày 11/11/2007. CD bao gồm 40 bản nhạc trong TV series nhưng không có các bản opening và ending. Đĩa CD Gintama Original Soundtrack 3 phát hành ngày 24/6/2009 bao gồm 28 bản nhạc. Một phần các bản nhạc từ TV series đã được phát hành trong đĩa CD và cả DVD tên gọi Gintama The Best ngày 25/3/2009, bao gồm bản đầy đủ của 5 bài opening và chín bản ending đầu tiên của phim.
6. Light novels
Một series light novel dựa trên manga Gintama đã được Osaki Tomohito sáng tác, minh họa bởi Sorachi Hideaki và do Nhà xuất bản Shueisha phát hành, dựng bối cảnh trong một trường học nơi Gintoki đóng vai trò giáo viên. Truyện được phát thành trên Jump Square với tên gọi 3-Nen Z-Gumi Ginpachi-sensei. Cuốn đầu tiên được xuất bản ngày 3/2/2006, tới ngày 4/4/2009, cuốn thứ 4 đã được Shueisha phát hành.
7. Video games
Ở Nhật Bản, trò chơi trên hệ máy PS2 tên gọi Gintama: Together with Gin! My Kabuki District Journal đã ra mắt ngày 30/8/2007. Một trò chơi khác trên hệ máy Wii tên gọi Gintama: General Store Tube: Tsukkomi-able Cartoon cũng đã ra mắt ngày 25/10 cùng năm. 2 tháng sau, ngày 6/12/2007, game Gintama: Silver Ball Quest: Gin's Job-Change to Save the World trên hệ máy Nitendo DS cũng được phát hành. 2 trò chơi khác trên hệ DS bao gồm Gintama Dee-Ess: Odd Jobs Grand Riot! và Gintama: Gintoki vs. Hijikata!? The Huge Fight Over Silver Souls in the Kabuki District!! cũng đã ra đời tiếp sau đó.
8. Guiderbooks
Đã có 3 cuốn guidebook cho Gintama ra đời cho tới nay: 2 cho manga và 1 cho anime. Cuốn guidebook đầu tiên tên gọi Gintama Official Character Book - Gin Channel! Phát hành ngày 4/4/2006 có hồ sơ các nhân vật, bài phỏng vấn với Sorachi Hideaki và sticker của các nhân vật. Cuốn thứ hai là Gintama Official Character Book 2 - Fifth Grade xyất bản ngày 5/5/2009. Cũng như cuốn trước, cuốn này có một bài phỏng vấn Sorachi và hồ sơ các nhân vật mới xuất hiện sau khi cuốn guidebook đầu tiên được phát hành. Cuốn Guidebook dành cho anime tên gọi Gintama Official Animation Guide "Gayagaya Box" xuất bản ngày 4/4/2008 để chào mừng tập anime thứ 100 được phát sóng. Cuốn guidebook này giới thiệu về các diễn viên tham gia lồng tiếng và thực hiện phim.

## Đón nhận
Với 31 tập truyện đã được phát hành tới tháng 12/2009, manga Gintama đã bán được 29 triệu bản ở Nhật. Tháng 3/2007, Shueisha tuyên bố doanh số tập đầu đã vượt quá 1 triệu bản. Những tập tiếp theo cũng có doanh số rất cao, từng xuất hiện nhiều lần trên bảng xếp hạng manga bán chạy ở Nhật. Tập 17 bán chạy thứ 10 ở Nhật suốt năm 2007. Năm 2008, Gintama là truyện bán chạy thứ 10 ở Nhật với 2,3 triệu bản được tiêu thụ. Tới nửa đầu năm 2009, vị trí của Gintama đã là thứ 5 với 2,7 triệu bản được tiêu thụ từ ngày 17/11/2008 tới 17/5/2009. Năm 2008, theo thăm dò, Gintama xếp hạng đầu trong những "manga hài hước nhất" và hạng 5 "manga thú vị nhất". Một cuộc thăm dò khác vào năm 2009, Gintama là manga xếp thứ 6 được mong đợi dựng thành live-action. Theo bình chọn của tạp chí Puff của Zassosha tiếng Nhật, Gintama xếp thứ 2 trong thể loại "manga dài hơi hay nhất". Kênh Fuji News Network đã khen ngợi Gintama là một trong những nguyên nhân khiến lượng kiếm gỗ bán được cho người nước ngoài ở Hokkaido tăng một cách chóng mặt năm 2008. Ở Bắc Mỹ, Gintama là shounen manga xuất sắc nhất năm 2007 trong bảng bình chọn của độc giả trang About.com cho Shounen manga mới xuất sắc nhất. Trong lễ trao giải thưởng của tổ chức Society for the Promotion of Japanese Animation năm 2008, Gintama được đề cử hạng mục "Best Manga - Comedy", nhưng đã thất bại trước Negima! Magister Negi Magi.
Cuốn tiểu thuyết đầu tiên của Gintama đã trở thành cuốn sách bán chạy nhất ở Nhật Bản năm 2006. Cuốn thứ 3 cũng đạt thành tích này năm 2008. Phiên bản anime cũng nhiều lần lọt vào các bảng xếp hạng của truyền hình, với 2 tập đầu tiên khi phát song đã đạt tỉ lệ theo dõi 5,6. Lượng tiêu thụ đĩa DVD cũng đạt được nhiều thành tích, khi đĩa 3 của season 3 xếp thứ 9 trên topten bán chạy tại trang amazon.com ở Nhật trong năm 2008. Tháng 8 năm 2008, kênh TV Tokyo công bố Gintama và Naruto "có đóng góp doanh thu bán quyền phát sóng ngoài nước lớn nhất trong năm". Trong một bình chọn của Puff, Gintama đã giành được giải "Anime xuất sắc nhất". Tháng 4/2010, Animage chọn Gintama là bộ anime xuất sắc thứ 13 trong khoảng thời gian từ tháng 4/2009 đến tháng 3/2010. Đĩa DVD Gintama OVAs lọt vào top-selling OVA ở Nhật Bản năm 2009 với 61,226 bản tiêu thụ chỉ sau 2 tuần phát hành. Trong thăm dò của Oricon về "2009's Top-Selling DVDs ở Nhật Bản năm 2009", Gintama được xếp đầu trong danh mục "Animation/Special Effects DVDs" với 76.000 bản tiêu thụ. Đĩa CD nhạc phim Gintama The Best nhận được giải thưởng "Album anime của năm" từ tạp chí tiếng Nhật DVD Navigator của Kinema Junpo